# Aiuaba
Aiuaba est une municipalité brésilienne de l'État du Ceará.